# Ортодонтическая пластина
Ортодонтическая пластина - сьемный ортодонтический аппарат, представляющий из себя пластмассовую конструкцию с железной проволокой впереди. Есть два вида таких аппаратов- для исправления прикуса и для коррекции ряда зубов. 

## Преимущества и недостатки пластины

### Преимущества
• Пластина выталкивает "проблемные" зубы в ряд. Сначала процесс незаметен, но спустя определенного времени (чаще всего месяц, два) изменения стают заметными.
• Пластина смещает зубы мягко и нежно. Это одно из преимуществ, ведь при ношении пластины есть ещё и цель- минимизировать боли. 
• Пластина является максимально комфортным аппаратом для выравнивания зубов/исправления прикуса. 
• Пластина крепится обычно на 4 зуба , что дает шанс хорошо держаться конструкции. 

### Недостатки
• В первые дни ношения пластинки нарушается дикция, из за чего стает также говорить тяжелее. Однако это проходит быстро.
• В первые дни ношения зубы и десна могут болеть из за передней железной проволоки, которая стоит. Но со временем боли прекращаются, поскольку зубы "привыкают" к конструкции.
• Пластина стоит очень дорого, поэтому такую конструкцию позволить себе носить не каждый может .
• Если после применения еды не прополоскать рот, то например крошки от хлеба или остатки пищи на зубах могут легко прилипнуть на пластину и так она начнет загрязнятся и мусор начнет цементироватся. Из за этого появляется гнилостный запах, что не очень то и приятно.

## Изготовление
Пластина изготавливается из пластмассы, железа/металла и винтов. Изготовление пластинки должно проводиться на современном точном оборудовании. Большое внимание уделяется совпадению рельефа неба, от чего зависит не только комфорт ношения, но и эффективность лечения. При необходимости конструкция может быть дополнена пружинами. Имеет жесткую и прочную пластмассовую основу, дуги и крючки для крепления к резцам и специального «ключа», с помощью которого активируется пластина. Терапевтический эффект реализуется за счет постепенного смещения зубного ряда. Изготавливается только из гипоаллергенных материалов. На сегодняшний день пластины для зубов изготавливают в странах Европы, Америки,  Азии, и в Австралии.